# Bound for Glory (2021)
Bound for Glory (2021) foi um evento pay-per-view de luta livre profissional produzido pela Impact Wrestling. Aconteceu em 23 de outubro de 2021 no Sam's Town Live em Sunrise Manor, Nevada. Este foi o primeiro evento da Impact Wrestling a ocorrer fora de Nashville, Tennessee desde março de 2020. Foi o 17º evento sob a cronologia Bound for Glory e contou com lutadores das promoções parceiras da Impact, All Elite Wrestling (AEW), Lucha Libre AAA Worldwide do México (AAA ) e a New Japan Pro-Wrestling (NJPW) do Japão.
Nove lutas foram disputadas no evento, incluindo uma no pré-show. No que havia sido o evento principal anunciado, Josh Alexander derrotou Christian Cage para ganhar o Campeonato Mundial da Impact. No entanto, Moose invocou seu privilégio de luta pelo campeonato Call Your Shot Gauntlet (que ele ganhou no início da noite) para desafiar e derrotar Alexander imediatamente, vencendo o Campeonato Mundial na frente de sua família para fechar o show.
Em outras lutas de destaque, Mickie James derrotou Deonna Purrazzo para ganhar o Campeonato de Knockouts da Impact, Trey Miguel derrotou El Phantasmo e Steve Maclin em uma luta three-way pela final do torneio para ganhar o vago Campeonato da X Division da Impact, e na luta de abertura, as estreantes The IInspiration (Cassie Lee e Jessica McKay) derrotaram Decay (Havok e Rosemary) para ganhar o Campeonato de Duplas Knockouts da Impact.

## Produção
Em 17 de julho de 2021, no Slammiversary, foi anunciado que o Bound for Glory aconteceria em 23 de outubro de 2021.

## Resultados
| Nº                                          | Resultados | Estipulações                                                                                      | Tempo |
| ------------------------------------------- | --- | ------------------------------------------------------------------------------------------------- | ----- |
| Pré- show                                   | Jordynne Grace (com Rachael Ellering) derrotou Chelsea Green, Crazzy Steve (com Black Taurus), Fallah Bahh, John Skyler e Madison Rayne (com Kaleb with a K) | Luta intergênero six-way na final do torneio pelo inaugural Campeonato de Mídia Digital da Impact | 5:04  |
| (c) – Refere-se aos campeões antes da luta. | |                                                                                                   |       |